# Gruppo Sportivo Supertessile Rieti 1938-1939
Questa voce raccoglie le informazioni riguardanti il Gruppo Sportivo Supertessile Rieti nelle competizioni ufficiali della stagione 1938-1939.

## Rosa
| N. |                   | Ruolo | Calciatore          |
| -- | ----------------- | ----- | ------------------- |
|    | Italia (bandiera) | C     | Luigi Bergamini     |
|    | Italia (bandiera) | A     | Elio Bramanti       |
|    | Italia (bandiera) | A     | Ugo Bucciantini     |
|    | Italia (bandiera) | C     | Leone Della Latta   |
|    | Italia (bandiera) | D     | Cesare Del Torto    |
|    | Italia (bandiera) | A     | Carlo Di Beo        |
|    | Italia (bandiera) | C     | Divinangelo Faiazza |
|    | Italia (bandiera) |       | Spartaco Falcioni   |

| N. |                   | Ruolo | Calciatore            |
| -- | ----------------- | ----- | --------------------- |
|    | Italia (bandiera) | C     | Giovanni Franceschini |
|    | Italia (bandiera) | D     | Giuseppe Franceschini |
|    | Italia (bandiera) | A     | Alberto Guasconi      |
|    | Italia (bandiera) |       | Cesare Matteucci      |
|    | Italia (bandiera) | D     | Alfredo Menegazzi     |
|    | Italia (bandiera) | A     | Omero Pantaleoni      |
|    | Italia (bandiera) | P     | Giuseppe Stocco       |
|    | Italia (bandiera) |       | Giuseppe Vittori      |